# Polyura buruanus
Polyura buruanus är en fjärilsart som beskrevs av Rothschild 1898. Polyura buruanus ingår i släktet Polyura och familjen praktfjärilar. Inga underarter finns listade i Catalogue of Life.